# Stammliste des Hauses Eppstein
Stammliste des Hauses Eppstein mit den in der Wikipedia vertretenen Personen und wichtigen Zwischengliedern.

## Ältere Linie des Hauses Eppstein
1. Gerhard II. von Hainhausen (* ca. 1120, †  nach 1178)[1] ⚭
  1. Gerhard I., (Gerhard III. von Hainhausen) (* ca. 1143, belegt zwischen 1166 und 1191, † nach 1190)[2]
    1. Gottfried I. (* zwischen ca. 1160 und ca. 1169, belegt zwischen 1189 und 1220, † 1223)[3] ⚭ Isalda von Wied (* ?, † 1223)[4], eine Tochter von Dietrich I. (Wied)
      1. Gerhard II. (später: Gerhard von Braubach) (* ?, belegt zwischen 1222 und 1246, † nach 1240, vor 23. Mai 1246)[5]
        1. Gerhard III. (Gerhard von Eppstein-Braubach) (* ?, † nach 1246, vor 1252)[6] ⚭ Elisabeth von Nassau (* ?, † nach 1295, vor 20. Mai 1303)[7], eine Tochter von Heinrich II. von Nassau
          1. Gerhard IV. ("der Jüngere") (* ?, † nach 1265, vor 5. Januar 1269)
          2. Elisabeth (* ?, † 1271) ⚭ Eberhard I. von Katzenelnbogen (* ?, † 23. August 1311)
          3. Mechtild (* ?, † 1285)
          4. NN (Tochter) ⚭ Otto von Bickenbach (* ?, † 1307)

        2. Werner von Eppstein (* um 1225, † 2. April 1284)[8], Erzbischof und Kurfürst von Mainz (1260–1284)

      2. Gottfried II. ("der Ältere") (* ?, † 31. März 1276)[9] ⚭ Elisabeth (oder Elise/Elisa) von Isenburg (* ca. 1202, † zwischen 16. März 1272 und 29. November 1272)[10], eine Tochter von Heinrich I. von Isenburg (* ?, † 1227) → Nachfahren siehe unten, Jüngere Linie des Hauses Eppstein
      3. Siegfried III. (* um 1194, † 9. März 1249)[11], Erzbischof von Mainz (1230–1249)

    2. NN (Tochter) von Hainhausen (* unbekannt, † nach 1190)[12], verheiratet mit Konrad von Merenberg
    3. Siegfried II. (* 1165, † 9. September 1230)[13], Erzbischof von Mainz (1200–1230)

  2. Gottfried von Hainhausen (* ?, † ?)[14]
  3. Hildegard von Hainhausen (* ?, † ?)[15] ⚭ Philipp II. von Bolanden (* ?, † 1189)

## Jüngere Linie des Hauses Eppstein
1. Gottfried II. ("der Ältere") (* um 1199, † 31. März 1276)[9] ⚭ Elisabeth (oder Elise/Elisa) von Isenburg (* ca. 1202, † zwischen 16. März 1272 und 29. November 1272)[10], eine Tochter von Heinrich I. von Isenburg (* ?, † 1227)
  1. Gottfried III. ("der Jüngere") (* um 1222 oder 1227, belegt ab 1247, † 1293), ⚭ I. (vor 1253) Mechthild von Isenburg-Wied (* ?, † um 1280), eine Tochter von Graf Bruno II. von Isenburg-Braunsberg, ⚭ II. (morganatische Ehe nach dem 28. März 1280) Sezele Fleming (* ?, † ?), eine Tochter des Ritters Heinrich Flemming, in 2. Ehe verheiratet mit Konrad von Sulzbach
    1. (I.) Siegfried (* ca. 1256, † 1332)[16] ⚭ (vor 18. Dezember 1290) Isengard von Falkenstein (* 1260, † um 1336)[17], eine Tochter von Philipp II. von Falkenstein
      1. Gottfried IV. (* vor 1298, † zwischen 9. November 1341 und 3. Juni 1342)[18], ⚭ I. Jutte (* ca. 1291, † zwischen 1304 und 1317)[19] ⚭ II. (nach 1317 bzw. zwischen 1314 und 20. Mai 1317) Loretta von Daun (* ?, † nach 1361)[20], eine Tochter von Wirich II. von Daun und seiner Gattin Raugräfin Kunigunde sowie eine Schwester des Wormser Bischofs Heinrich III. von Daun
        1. (II.) Gottfried V. (* etwa 1318, † zwischen 4. August 1336 und 9. Oktober 1341)[21] ⚭ (1328) Luckarde (Luckardis) von Breuberg (* vor 1317, † nach 1365)[22], eine Tochter von Eberhard III. von Breuberg und Mechtild von Waldeck
          1. Gottfried VI. (* etwa 1335, † zwischen 28. April 1355 und 28. März 1357)[23]
          2. Eberhard I. (* etwa 1337, † zwischen 28. Mai 1391 und 16. Oktober 1391)[24] ⚭ I. (1356) Isengard von Ziegenhain (* ?, † 1361, eine Tochter von Gottfried VII. von Ziegenhain und Nidda und dessen Frau Agnes von Falkenstein), ⚭ II. (vor 1361) Agnes von Nassau-Wiesbaden-Idstein (* ?, † 1376, eine Tochter von Adolf I. von Nassau-Wiesbaden-Idstein, sie war zuvor in erster Ehe bereits mit Graf Werner IV. von Wittgenstein verheiratet), ⚭ III. (nach 1376) Luitgard (auch Luckarde oder Luckardis) von Falkenstein (* ?, † 1391)
            1. (II.) Eberhard (* ?, † 23. April oder September 1382)[25]
            2. (II.) Johann (* ?, † nach 1418)[26], Domherr in Trier (zwischen 1417 und 1418)
            3. (II.) Elisabeth (* ?, † 1422)[27] ⚭ (vor 16. Oktober 1380) Philipp VIII. von Falkenstein
            4. (III.) Gottfried VII. (seit 1433 von Eppstein-Münzenberg) (* ?, † 28. Februar 1437)[28] ⚭ (1401) Jutta von Nassau-Dillenburg (* ?, † 2. August 1424)[29], die Tochter von Adolf von Nassau-Dillenburg → Nachfahren siehe unten, Linie Eppstein-Münzenberg
            5. (III.) Eberhard II. (seit 1433 von Eppstein-Königstein) (* etwa 1380, † zwischen 8. Januar 1443 und 13. Juli 1443)[30] ⚭ (zwischen 13. September 1408 und 18. November 1412) Anna von Cronberg (* etwa 1398, † 1442)[31], eine Tochter von Walter VI. von Cronberg → Nachfahren siehe unten, Linie Eppstein-Königstein
            6. (III.) Margareta (* ?, † 1450)

        2. (II.) Siegfried (* ?, † ?)
        3. (II.) Isengard (* ?, † nach 1365)[32] ⚭ (nach etwa 1330) Engelbert II. von Ziegenhain[33]
        4. (II.) Loretta (* ?, † 12. März 1353)[34] ⚭ (vor 9. November 1341) Günther XI von Kevernburg († nach 27. Juni 1371)[35]

    2. (I.) Gerhard V. (* ?, † nach 4. September 1294)[36], Prior des Stiftes St. Peter in Mainz (zwischen 1286 und 1290), ⚭ (Dezember 1294) Elisabeth (die Mittlere) von Hessen (* 1276, † 1306, verheiratet in 1. Ehe mit Herzog Wilhelm von Braunschweig-Wolfenbüttel), die Tochter des Landgrafen Heinrich I. von Hessen und dessen Frau Mechtild von Kleve.)
    3. (I.) Gottfried (* ?, † 8. Oktober 1329 oder 6. Januar 1330)[37], Archidiakon in Trier (zwischen 1289 und 1329), Domherr in Trier (zwischen 1290 und 1329), Domherr in Würzburg (1293), Domherr in Mainz (1294), Prior des Stiftes St. Peter in Mainz (zwischen 1295 und 1327), Prior St. Johann in Mainz (1299), Archidiakon in Würzburg (zwischen 1305 und 1310), Prior von St. Peter in Fritzlar (zwischen 1319 und 1320)
    4. (I.) Mechthild (* ?, † 1303)[38] ⚭ Philipp III. von Falkenstein
    5. (I.) Elisabeth (* etwa 1253; † nach 1320)[39] ⚭ Robin von Kobern (* ?; † etwa 1302)[40]
    6. (II.) Gottfried (* ?, † 24. Februar 1360)[41], Archidiakon im Stift St. Lubentius in Dietkirchen (1321), Diakon von St. Stephan in Mainz (1339)
    7. (II.) NN (Sohn) (* ?, † ?)[42], Mönch im Stift St. Alban vor Mainz
    8. (II.) Aleidis (* ?, † ?)[43], Nonne im Kloster Rettershof (belegt 1317)

  2. Gerhard II. (* ?, † 25. Februar 1305), Erzbischof und Kurfürst von Mainz (1289–1305)

## Linie Eppstein-Münzenberg
1. Gottfried VII. (seit 1433 von Eppstein-Münzenberg) (* ?, † 28. Februar 1437)[28] ⚭ (1401) Jutta von Nassau-Dillenburg (* ?, † 2. August 1424)[29], die Tochter von Adolf von Nassau-Dillenburg
  1. Gottfried VIII. (* ?, † 1466) ⚭ I. Margarethe von Hanau (* 1411, † 29. April 1441), II. Agnes von Runkel-Wied (* ?, † 27. Juli 1481)
    1. Gottfried IX. (Graf zu Diez) (* um 1436, † 24. Dezember 1522) ⚭ Walpurga (Walpurgis) von Dhaun-Kyrburg (Wild- und Rheingräfin) (* ?, † 1493)
      1. Engelbrecht (* 1480, † 27. Juli 1494)
      2. Agnes (* um 1481, † 28. Juli 1533) ⚭ Emich IX. von Leiningen-Hardenburg († 1535)

    2. Johann (* ?, † Oktober 1544)

  2. Adolf (* 1402/03, † 21. September 1433) Bischof von Speyer (1430–1433)
  3. Johann (* ?, † 1474)
  4. Werner (Werner von Münzenberg) (* ?, † 20. Juli 1462, Epitaph in der Markuskirche in Butzbach)
  5. Luckarde (* ?, † ?)

## Linie Eppstein-Königstein
1. Eberhard II. (seit 1433 von Eppstein-Königstein) (* etwa 1380, † zwischen 8. Januar 1443 und 13. Juli 1443[30], begraben in der Markuskirche in Butzbach[44]) ⚭ (zwischen 13. September 1408 und 18. November 1412) Anna von Cronberg (* etwa 1398, † 1442)[31], eine Tochter von Walter VI. von Cronberg
  1. Eberhard III. von Eppstein-Königstein (* 1413, † 6. Februar 1475)[45][46], ⚭ (1438) mit Anna von Nassau-Wiesbaden-Idstein[47], eine Tochter von Adolf II. von Nassau-Wiesbaden-Idstein
    1. Philipp I. (* nach 1440 in Königstein, † zwischen 28. November 1480 und 14. Februar 1481)[48] ⚭ I. (23. April 1469) Margarethe II. (Margareta) von Württemberg (* etwa 1454, † 21. Mai 1470, beigesetzt in der Klosterkirche Hirzenhain)[49], eine Tochter von Ulrich V. (Württemberg), II. (zwischen 12. März und 28. November 1473) Ludowika (Louise) von der Mark (* etwa 1454 in Rochefort, nach dem Tod ihres Ehemannes in 1480/1481 bis 1490 Regentin für ihren minderjährigen Sohn Eberhard IV., † zwischen Mai 1511 und 1524)[50]
      1. (II.) Eberhard IV. (* etwa 1474, † 25. Mai 1535 in Königstein, beigesetzt in der Klosterkirche Hirzenhain)[51][52], seit 1490 Regent, seit 6. August 1505 Graf von Königstein, Herr von Eppstein, Münzenberg, & Breuberg ⚭ (1498) Katharina von Weinsberg, eine Tochter von Philipp von Weinsberg und Anna von Stoffeln
      2. (II.) Philipp (* etwa 1476 in Königstein, † 9. Oktober 1509, beigesetzt im Mainzer Dom), Domherr in Mainz[53][54]
      3. (II.) Georg (* etwa 1478 in Königstein, † 1527)[55][56], seit 6. August 1505 Graf von Königstein
      4. (II.) Anna (* 1481 in Königstein, † 7. August 1538 in Stolberg (Harz))[57], seit 1505 Gräfin von Königstein ⚭ (10. Februar 1500 in Königstein) Botho VIII. zu Stolberg-Wernigerode (* 4. Januar 1467 in Stolberg, genannt der Glückselige, † 22. Juni 1538 in Stolberg)[58]
        1. Wolfgang zu Stolberg (* 1. Oktober 1501 in Stolberg im Harz, † 8. März 1552 in Allstedt), in jungen Jahren Dompropst in Halberstadt und Naumburg, ⚭ I. (20. Juni 1541) Dorothea  von Regenstein-Blankenburg (* unbekannt, † 1545), die Tochter des Grafen Ulrich von Regenstein, II. (28. Februar 1546 in Königstein im Taunus) Genovefa von Wied (* unbekannt, † 26. Juni 1556), die Tochter des Grafen Johann III. zu Wied, Herrn zu Runkel und Ysenburg († 1533)
        2. Botho zu Stolberg (* 1502; † um 2. Mai 1503)
        3. Anna II. zu Stolberg (* 28. Januar 1504 in Stolberg (Harz), † 4. März 1574), war ab dem 5. November 1516 als Anna II. die 28. Äbtissin des Reichsstiftes von Quedlinburg
        4. Ludwig zu Stolberg-Königstein (* 12. Januar 1505 in Stolberg (Harz), † 1. September 1574 in Wertheim), ⚭ Walburga zu Wied (* um 1510/15; † 1578), Tochter von Johann III. von Wied-Runkel († 1533) und Elisabeth von Nassau-Dillenburg (1488–1559), er wurde von seinem Onkel Graf Eberhard IV. von Eppstein-Königstein zu dessen Universalerben ernannt und amtierte ab 1527 als dessen Mitregent, Graf von Königstein am 1535
        5. Juliana zu Stolberg (* 15. Februar 1506 in Stolberg; † 18. Juni 1580), ⚭ I. (9. Juni 1523) Philipp II. von Hanau-Münzenberg (* um 1502, † 1529), II. (20. September 1531 in Siegen) Wilhelm dem Reichen von Nassau-Dillenburg (* 10. April 1487, † 6. Oktober 1559)
        6. Maria zu Stolberg (* 8. Dezember 1507; † 6. Januar 1571), ⚭ Kuno II., Graf von Leiningen-Westerburg (* 1487, † 1547)
        7. Heinrich zu Stolberg (* 2. Januar 1509; † 12. November 1572), ⚭ Elisabeth von Gleichen-Rembda († 1578)
        8. Philipp zu Stolberg (* 24. Mai 1510; † um 21. September 1531)
        9. Magdalena zu Stolberg (6. November 1511; † 19. November 1546), ⚭ Ulrich IX, Graf von Regenstein-Blankenburg
        10. Eberhard zu Stolberg (1513; † 21. April 1526)
        11. Katharina zu Stolberg (24. Oktober 1514; † 18. Juni 1577), ⚭ Albrecht von Henneberg († 1549)
        12. Albrecht Georg zu Stolberg (* 2. März 1516; † 4. Juli 1587), Graf von Stolberg-Schwarzaa
        13. Christoph zu Stolberg (* 10. Januar 1524, † 8. August 1581), ab 1575 bis zu seinem Tod Nachfolger seines Bruders Ludwig zu Stolberg-Königstein als Graf von Königstein

    2. Margarethe (Margareta) (* etwa 1442 in Königstein, † 24. oder 27. Oktober 1483)[59][60] ⚭ (1460) Philipp Graf zu Rieneck d. J.
    3. Anna (etwa 1444 in Königstein, † 9. April 1483)[61][62] ⚭ (5. Februar 1476 in Königstein)  Reinhard I. (* 1453; † 1522), Herr von Westerburg, 1481 Graf zu Leiningen-Westerburg

  2. Luckarde (* etwa 1417, † 1477)[63][64], ⚭ (vor 1441)[30] Philipp I. Schenk von Erbach
  3. Maria (* etwa 1420, † nach 29. Juni 1463)[65][66], ⚭ (im Oktober 1435)[30][67] mit Graf Hans von Eberstein (* 1421, † 1479)
  4. Walther von Eppstein-Breuberg (* etwa 1423, † zwischen 5. Februar 1459 und 5. Februar 1468)[68][30][69], Herr zu Ortenberg & Münzenberg, beigesetzt in der Pfarrkirche von Ortenberg
  5. Heinz (unehelich, * um 1408 in Königstein, † 1468/69[70] bzw. am 6. Januar 1469 in Frankfurt am Main[71]), Mutter: Kunze Conz (bürgerlich, keine Heirat, * unbekannt, † vor dem 1. September 1434)[70] bzw. Kunigunde Kunz[71]